# Nuevo Orizatlán (Magisterial)
Nuevo Orizatlán es una localidad mexicana, localizada en el municipio de San Felipe Orizatlán en el estado de Hidalgo.

## Geografía
Se encuentra en la región geográfica de la Huasteca hidalguense; a la localidad le corresponden las coordenadas geográficas 21° 10’ 24.00” de latitud norte y 98° 35’ 34.00” de longitud oeste, con una altitud de 176 m s. n. m. Cuenta con un clima semicálido húmedo con lluvias todo el año.
En cuanto a fisiografía se encuentra en la provincia del Sierra Madre Oriental, dentro de la subprovincia del Carso Huasteco; su terreno es de sierra. En lo que respecta a la hidrología se encuentra posicionado en la región del Pánuco, dentro de la cuenca el río Moctezuma, y en la subcuenca del río San Pedro.

## Demografía
En 2020 registró una población de 532 personas, lo que corresponde al 1.38 % de la población municipal. De los cuales 251 son hombres y 281 son mujeres.
| Gráfica de evolución demográfica de Nuevo Orizatlán entre 2005 y 2020 |
|                                                                       |
| Población registrada por los censos y conteos del INEGI.              |